# 理夏德·克莱因
理夏德·克莱因（Richard Klei ，1890年1月7日—1967年7月31日）是一位德国艺术家，自1914年一战爆发起就开始从事奖章设计工作，后来的纳粹政权十分认可其作品，克莱因曾担任慕尼黑应用艺术学校校长，是希特勒最喜爱的画家之一。
1937年，纳粹政权在慕尼黑的艺术之家举办了大德意志艺术展览，克莱因就是参展艺术家之一。克莱因的参展作品包括被希特勒收藏的匾牌/铭牌。展览海报《觉醒》（Das Erwachen）的设计者也是克莱因，纳粹艺术期刊《第三帝国的艺术》也曾将该海报用作封面。
克莱因的作品還包括蘇台德紀念章、德奧合併紀念章以及梅梅尔奖章，还有战争功绩奖章和國防軍長期服役獎章。